# Siboglinum ordinatum
Siboglinum ordinatum är en ringmaskart som beskrevs av Southward 1981. Siboglinum ordinatum ingår i släktet Siboglinum och familjen skäggmaskar. Inga underarter finns listade i Catalogue of Life.